# 佐々木孝富
佐々木孝富(ささき たかとみ、1968年5月17日 - )は、オタフクソース株式会社の8代目代表取締役社長、オタフクホールディングス専務取締役(いずれも現職)である。

## 経歴
広島県出身。修道中学・高校卒業後、慶應義塾大学商学部ヘ進学、1992年3月に卒業。その後1995年オタフクソース株式会社に入社。1999年10月に研究開発部次長兼資材課課長に就任し2000年10月に営業本部マーケティング部部長になる。2004年10月に営業本部 副本部長兼量販事業部長に就任、2005年営業本部本部長に昇格。2020年10月に5年ぶり社長交代を行い、社長となる。